# 埃斯特万·阿尔瓦拉多
埃斯特万·阿尔瓦拉多（西班牙語：Esteban Alvarado，1989年4月28日—），哥斯达黎加男子足球运动员，司职守门员。他曾代表哥斯达黎加国家队参加2022年国际足联世界杯，结果队伍止步小组赛阶段。